# 智足駅
智足駅（チジョクえき）は、大韓民国大田広域市儒城区にある大田交通公社1号線の駅。駅番号は121。

## 歴史
- 2007年4月17日 - 1号線政府庁舎 - 盤石間延伸に伴い開業。

## 駅構造
相対式ホーム2面2線の地下駅。カーブがかかっている。
のりば
| 上り | 1号線 | 板岩方面 |
| 下り | 1号線 | 盤石方面 |

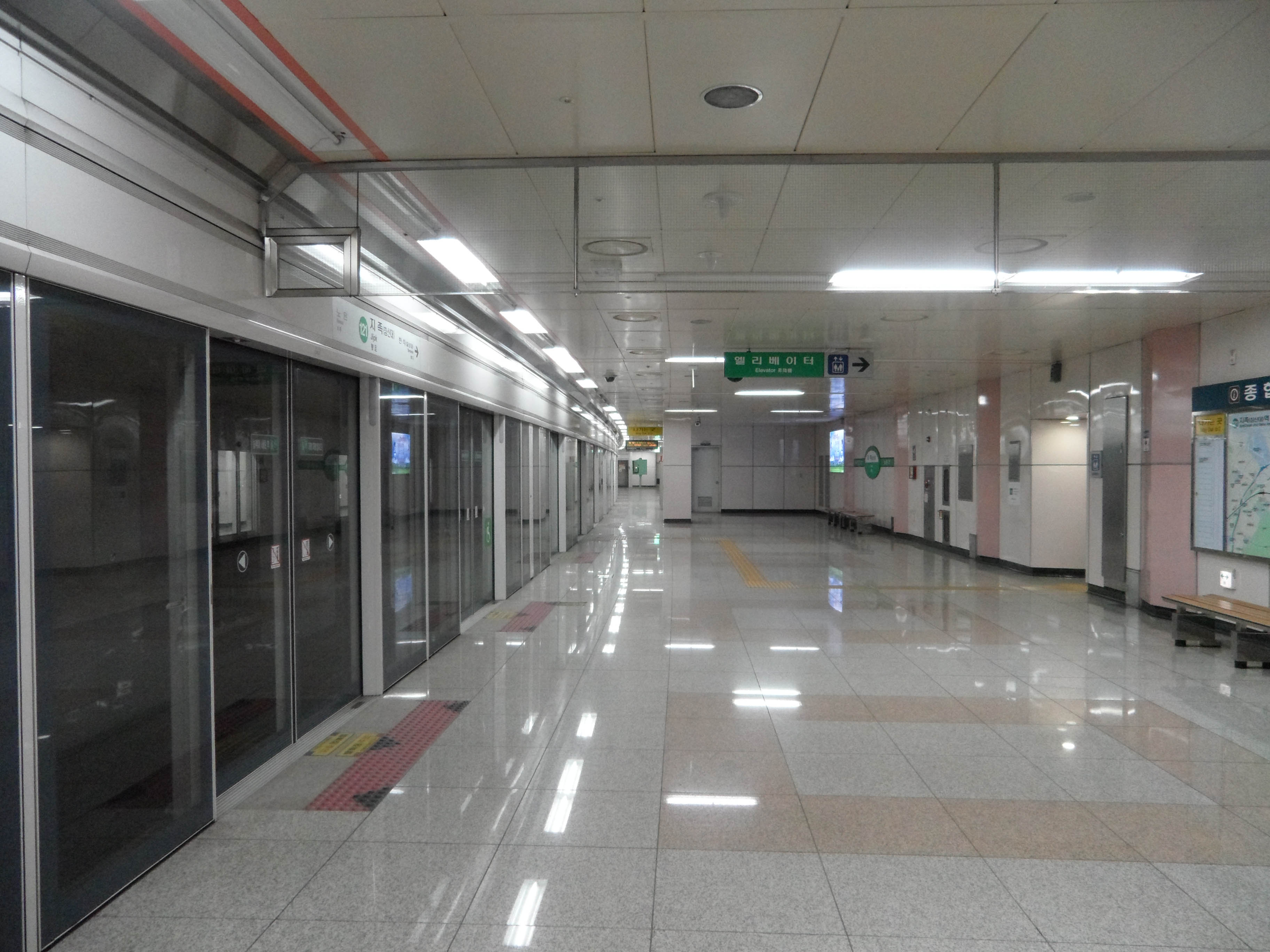
ホーム
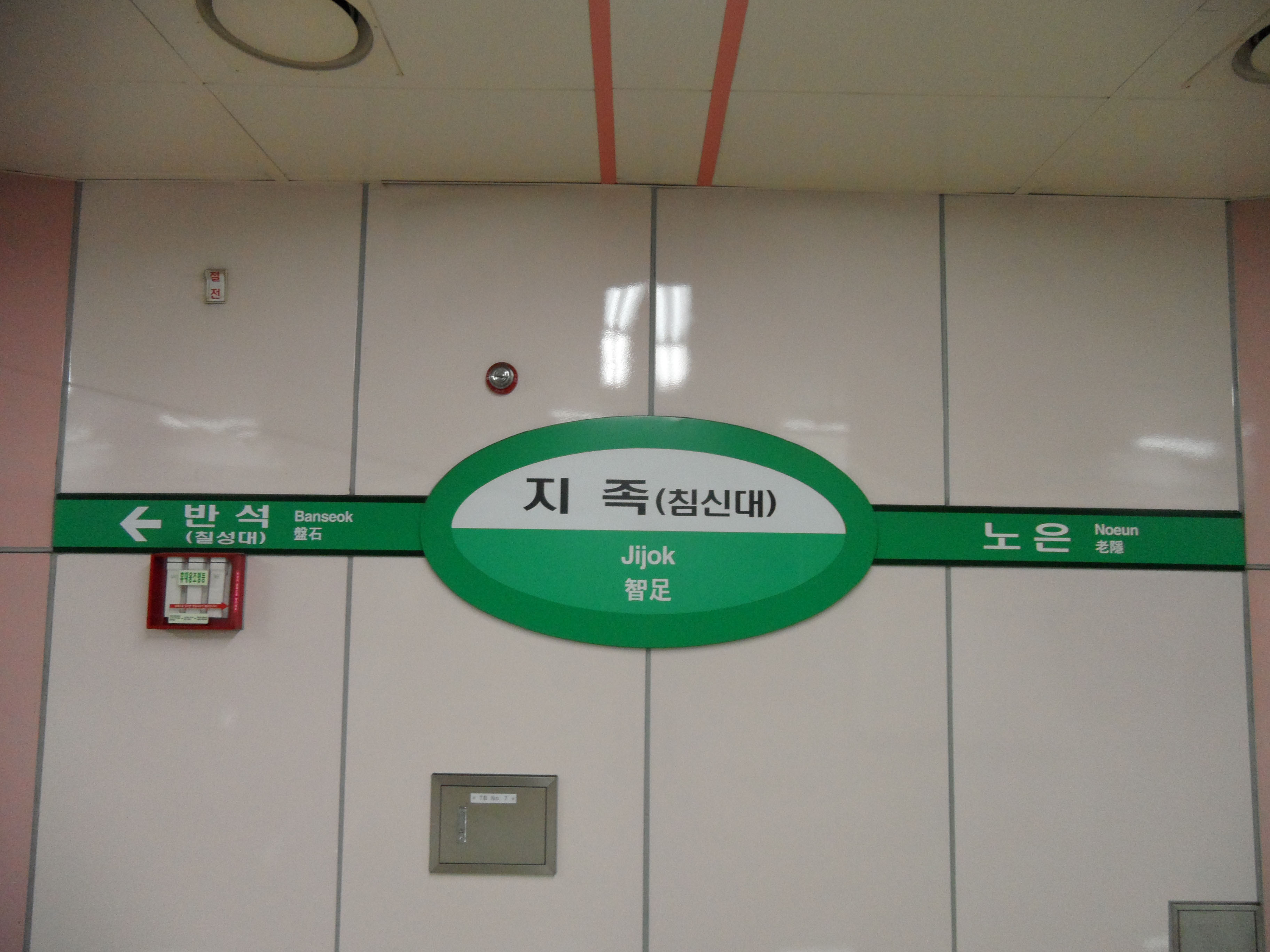
駅名標

## 駅周辺
- 大田極東放送
- 浸礼神学大学校（朝鮮語版）
- 北大田税務署
- ロッテマート老隠店
- 老隠2洞行政福祉センター
- 老隠図書館
- 大田下基中学校
- 大田下基初等学校
- 大田盤石高等学校

## 隣の駅
大田交通公社
1号線
老隠駅 (120) - 智足駅 (121) - 盤石駅 (122)